# Vinko Jelovac
Vinko Jelovac (* 18. September 1948 in Pazin, Jugoslawien) ist ein ehemaliger jugoslawischer Basketballspieler, der 1970 Weltmeister und 1976 Olympiazweiter war, sowie späterer kroatischer Basketballtrainer.

## Erfolge
Der 2,08 m große Jelovac vom KK Union Olimpija aus Ljubljana war mit seinem Verein 1970 jugoslawischer Meister.
Mit der Jugoslawischen Nationalmannschaft erreichte er 1969 bei der Europameisterschaft in Italien das Finale, dort siegte die Mannschaft der UdSSR. 1970 fand die Weltmeisterschaft in Jugoslawien statt. Es gab eine Finalrunde in Ljubljana, in der jede der sechs aus der Vorrunde qualifizierten Mannschaften sowie die jugoslawischen Gastgeber gegen jeden spielte. Die Jugoslawen verloren zwar die letzte Partie gegen die sowjetische Mannschaft, gewannen aber trotzdem Gold vor Brasilien und der Sowjetunion, die je zwei Niederlagen aufzuweisen hatten. Bei der Europameisterschaft 1971 in Deutschland gab es wieder ein richtiges Finale, das die sowjetische Mannschaft gegen die Jugoslawen gewann.
1972 bei den Olympischen Spielen 1972 in München belegten die Jugoslawen in der Vorrunde den dritten Platz in der Gruppe B hinter der Sowjetunion und Italien. Mit Siegen über die Tschechoslowakei und Puerto Rico erreichten die Jugoslawen den fünften Platz. Jelovac war in neun Spielen dabei, im letzten Spiel gegen Puerto Rico gelangen ihm 20 Punkte, sein schlechtestes Ergebnis waren 9 Punkte gegen die Sowjetunion.
Bei der Europameisterschaft 1973 in Spanien gewann Jugoslawien das Finale gegen die Spanier, die im Halbfinale den Titelverteidiger aus der Sowjetunion bezwungen hatten. 1974 gab es bei der Weltmeisterschaft in San Juan wieder das Gruppensystem, sechs Mannschaften aus der Vorrunde sowie Gastgeber Puerto Rico und Titelverteidiger Jugoslawien waren für die Finalrunde gesetzt. Am Ende hatten die Sowjetunion, die Jugoslawen und die Vereinigten Staaten je eine Niederlage auszuweisen. Da der Sieg der sowjetischen Mannschaft über die Mannschaft aus den USA der höchste Sieg von den Partien untereinander war, gewann die Sowjetunion den Titel vor den Jugoslawen und den Vereinigten Staaten. Die Basketball-Europameisterschaft 1975 fand in Jugoslawien statt. Es gab eine Finalrunde mit sechs Mannschaften, in der die Jugoslawen fünf Siege erzielten und damit vor der Sowjetunion Europameister wurden.
1976 bei den Olympischen Spielen 1976 in Montreal wurden die Jugoslawen in der Vorrunde Gruppenzweiter hinter der Mannschaft aus den Vereinigten Staaten. Nach dem Halbfinalsieg der Jugoslawen über die Mannschaft aus der Sowjetunion trafen die Jugoslawen im Finale wieder auf die vereinigten Staaten und unterlagen mit 74:95. Jelovac kam nur in sechs Spielen zum Einsatz und erzielte bei diesem Turnier nur 18 Punkte. 1977 war Jelovac zum Abschluss seiner internationalen Karriere noch einmal bei der Europameisterschaft in Belgien dabei. Es gab wieder eine KO-Runde, im Finale gewannen die Jugoslawen gegen die sowjetische Mannschaft.
Jelovac war nach seiner Spielerkarriere als Trainer tätig, und zwar bei KK Gradine Pula (1993–1994), KK Osijek (1994–1996), Maccabi Tel Aviv (1997–1998), KK Cibona Zagreb (1999–2000) und KK Split (2001–2002).
1973 und 1974 wurde Vinko Jelevac zum slowenischen Sportler des Jahres gewählt. 2012 wurde er in die Hram slavnih slovenskih športnikov (Hall of Fame der slowenischen Sportler) aufgenommen.